# Топал Осман-паша
Не путать с Топалом Османом.
Топал Осман-паша (около 1663—1733) — османский военный деятель. Великий визирь Османской империи с 1731 года по 1732 год.

## Биография
Осман родился около 1663 года в Морее (Пелопоннес, Греция), но его семья была родом из Коньи в Анатолии. В юности поступил на службу к султану. Сначала служил в корпусе козбекчи, а затем в корпусе пандуры. В 24 года он стал бейлербеем. Вскоре он был направлен к наместнику Египта, однако его корабль подвергся нападению испанского капера. В результате Осман попал в плен и был ранен, последствием этой раны стала его хромота, за которую он получил прозвище «Топал» (Хромой).
Первоначально он был вывезен на Мальту, но вскоре был выкуплен из плена и вернулся в Стамбул. Участвовал в Русско-турецкой войне 1710—1713 годов, после войны был отправлен в Румелию, где он стал командующим арматолов. В 1715 году во время турецко-венецианской войны, служил в этой же должности. Отличился во время завоевания Мореи, за что был возведен в чин паши, получил два туга и был назначен санджак-беем Тирхалы. Во время австро-турецкой войны 1716—1718 годов он отвечал за снабжение армии. Однако вскоре в Морее вспыхнуло восстание и Осман-паша был направлен на его подавление.
В 1720 году он был назначен санджак-беем Боснии, в следующем году он был назначен бейлербеем Румелии. На этой должности он находился вплоть до 1727 года, затем вернулся в Боснию. В 1729 году был вновь назначен бейлербеем Румелии, в 1730 году вновь вернулся в Боснию. В 1730 году стал санджак-беем Румелии в третий раз. В этот период он уничтожил всех сторонников Патрона Халила, которые скрывались в западных Балканах. 10 сентября 1731 года султан Махмуд I назначил его Великим визирем. Хотя в этой должности он находился всего шесть месяцев, он пытался восстановить порядок в городе, стабилизировать цены и обеспечить питание в городе. Так же он покровительствовал французскому офицеру Клоду Александру де Бонневалю, который хотел реформировать артиллерию согласно западным моделям.
После его увольнения с должности Великого визиря Осман-паша был назначен губернатором Трабзона, а затем и Тифлиса. Однако вскоре он был отозван и назначен сераскиром. В этой должности он участвовал в турецко-персидской войне. В июле 1733 года он нанес решающее поражение персам, которые под командованием Надир-шаха вторглись в Ирак и осаждали Багдад, в битве севернее Багдада. Благодаря стратегии Топала Османа, османы одержали победу, Надир-шах отступил, потеряв около 30 000 солдат, потери османов составляли 20 000 солдат. В следующем году Надир-шах совершил повторное вторжение. Армия под командованием Османа-паши была ослаблена, хотя и сохраняла численное превосходство над персами. В битве при Киркуке Осман-паша был убит, а его армия потерпела сокрушительное поражение. Один из персидских солдат лично отрубил голову Осману-паше и подарил её Надир-шаху, который вернул останки Османа-паши османам. Останки Османа-паши были похоронены в мечети Имама Касима в Киркуке.

## Семья
Его сын Ахмед Ратиб-паша женился на Айше Султан — дочери Султана Ахмеда III. Его правнуком был известный писатель и политический активист движения «Новые османы» Намык Кемаль.